# Michael Reynolds (architect)

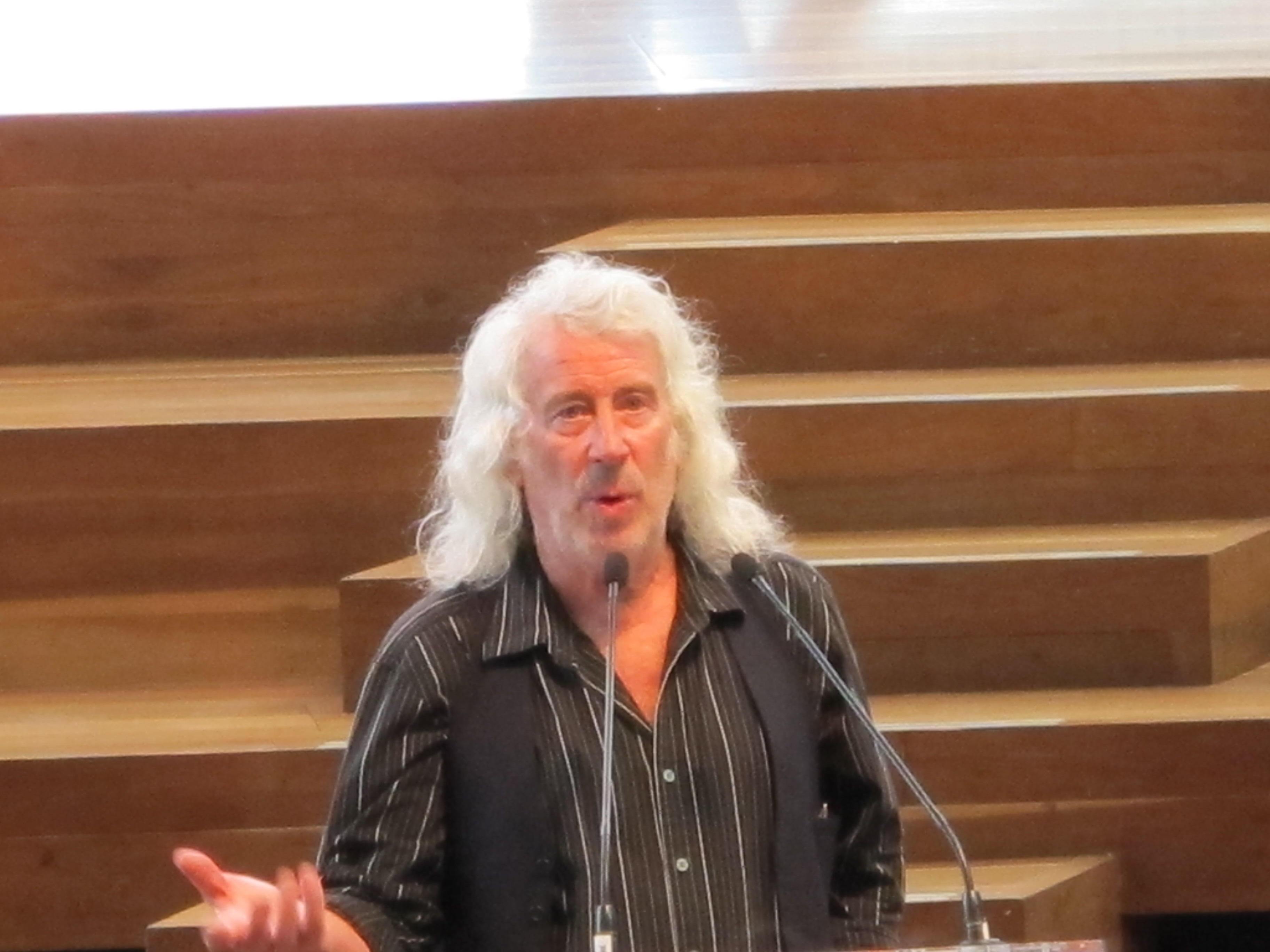
Michael Reynolds in 2011

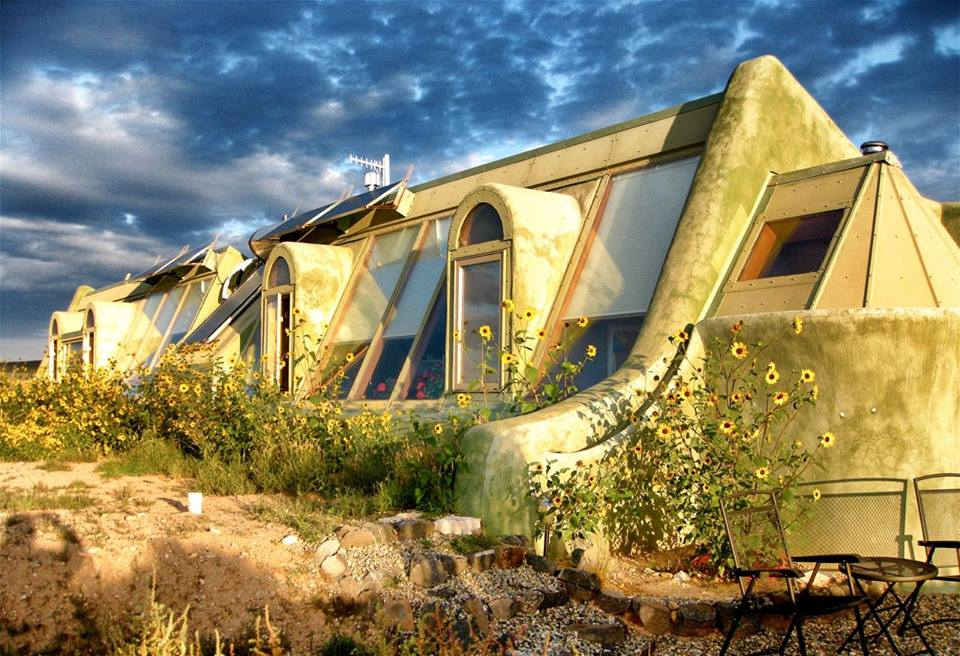
Earthship

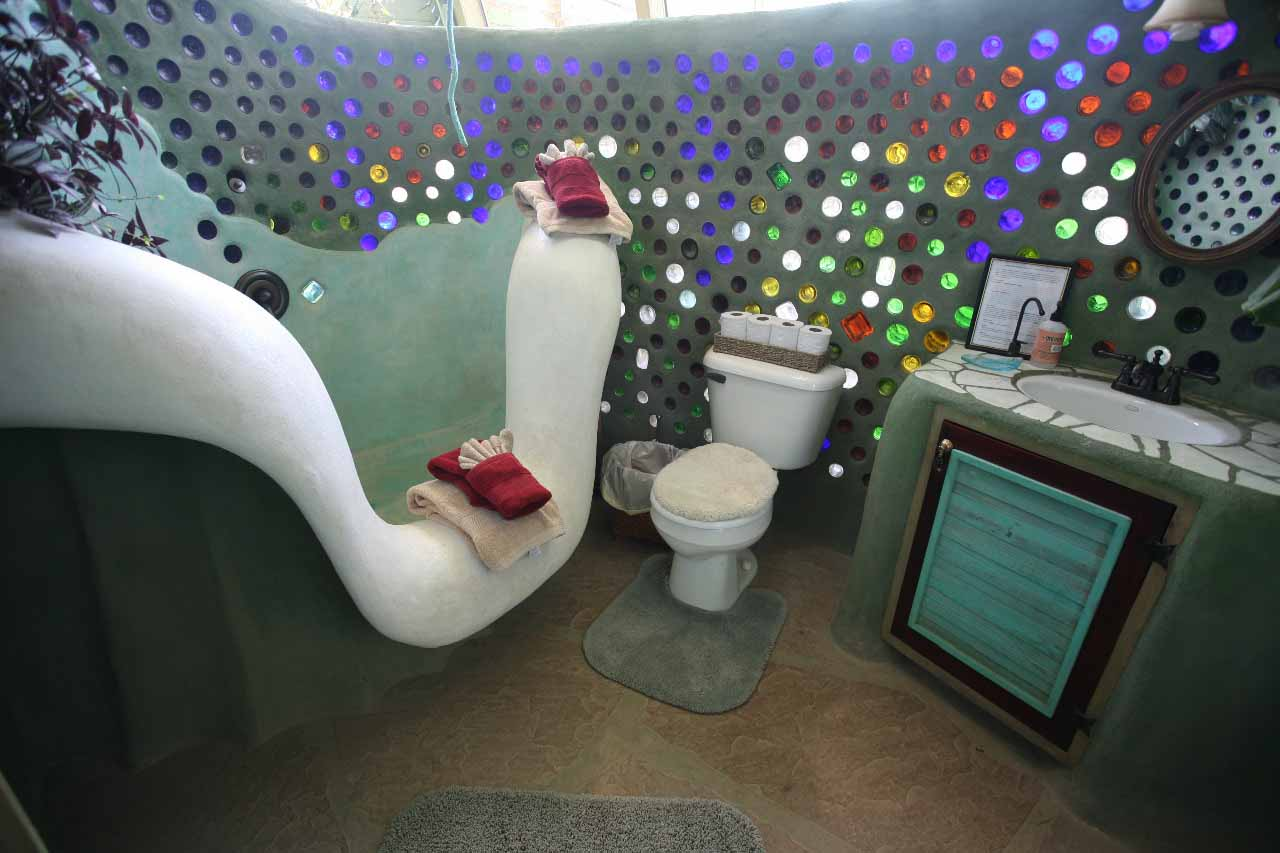
Badkamer in van een van zijn ontwerpen

Michael (Mike) Reynolds is een architect uit de Verenigde Staten die vooral bekend is vanwege het ontwerpen en bouwen van zogeheten earthships.

## Biografie
Reynolds rondde in 1969 een studie architectuur af aan de Universiteit van Cincinnati. Al spoedig begon hij met pionierswerk in het ecologisch bouwen in de Amerikaanse staat New Mexico. Hierbij hergebruikt hij afgedankte blikjes, flessen en autobanden. Deze afvalproducten worden samen met onder andere aarde als bouwmaterialen toegepast in het bouwen van woningen. Zijn woningen zijn verder zoveel mogelijk zelfvoorzienend in zaken zoals energie, water en riolering. Onder meer in de woestijn bij Taos, New Mexico werd door Reynolds een project opgestart waarin meerdere earthships zijn gebouwd door hem en toekomstige bewoners.
Vooral zijn vroege, zeer experimentele bouwwerken kenden grote bouwfouten en hij liep tegen problemen aan met de Amerikaanse wet- en regelgeving omtrent bouwen. Daarbij kreeg hij klachten van een of meer eigenaren van zijn ontworpen woningen. De problemen resulteerden rond 1990 erin dat hij de titel van architect verloor.
Gaandeweg wist Reynolds het concept earthship te verbeteren. In 2007 herkreeg hij de titel van architect. Datzelfde jaar verscheen de filmdocumentaire Garbage Warrior waarin hij en zijn werk centraal staat. Reynolds schreef diverse boeken met betrekking tot earthships en hij geeft internationaal lezingen. Verder spant hij zich in om wet- en regelgevingen omtrent ecologisch bouwen versoepeld te krijgen.